# سفارت قطر در تهران
سفارت قطر در تهران (به عربی: سفارة دولة قطر في طهران) (به انگلیسی: Embassy Of Qatar in Tehran) سفارت رسمی دولت قطر در کشور ایران است. از مهر ماه ۱۳۹۷ محمد حمد سعد الفهید الهاجری سفیر قطر در ایران است.

## کنسولگری ها
- کنسولگری قطر در شیراز

## اطلاعات بیشتر
وبگاه رسمی سفارت قطر در ایران، تهران
شماره تلفن: 982122029336+